# Gammarellus
Gammarellus är ett släkte av kräftdjur som beskrevs av J.F.W. Herbst 1793. Gammarellus ingår i familjen Gammarellidae.
Gammarellus är enda släktet i familjen Gammarellidae.
Kladogram enligt Catalogue of Life och Dyntaxa:
| Gammarellus | \| \| Gammarellus angulosus \| \| \| \| \| \| Gammarellus homari \| \| \| \| |
|             | \| \| Gammarellus angulosus \| \| \| \| \| \| Gammarellus homari \| \| \| \| |
|             | Gammarellus angulosus                                                        |
|             |                                                                              |
|             | Gammarellus homari                                                           |
|             |                                                                              |

## Bildgalleri

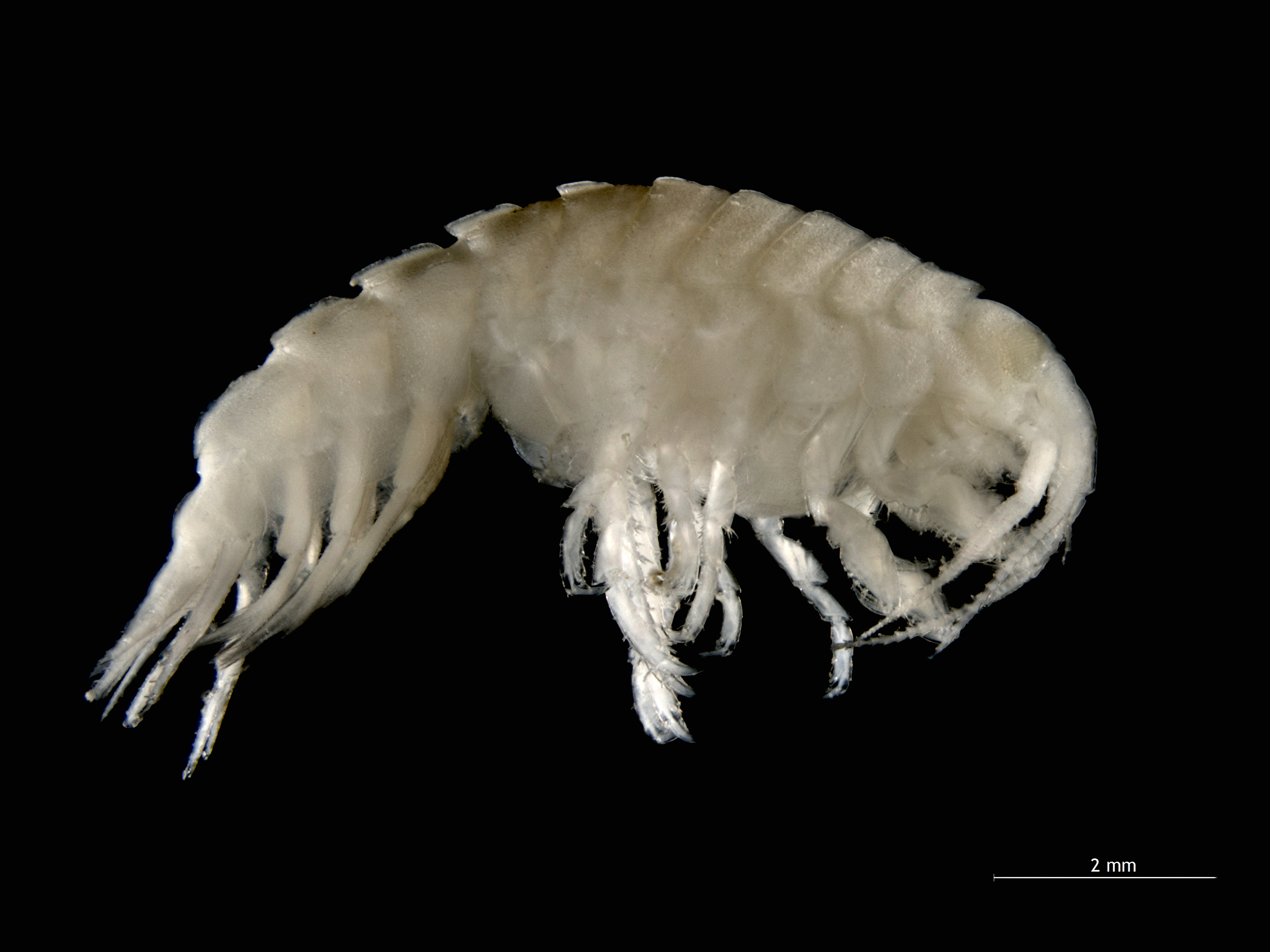